# Damat Melek Mehmed Pascià
Damat Melek Mehmed Pascià (1719 – Istanbul, 1802) è stato un politico e militare ottomano.

## Biografia
Era il figlio del Capitan pascià  (in turco: kapudan-i derya) İzmirli Süleyman Pascià (in carica dal gennaio 1714 al dicembre 1714 e dall'aprile 1718 al settembre 1721). Seguì una carriera nella marina e salì diversi gradi raggiungendo il grado di Capitan pascià nel 1752. Ricevette una posizione importante e sposò nel 1757 la principessa imperiale Zeyneb Asima Sultan (figlia di Ahmed III), diventando così damat (genero della dinastia ottomana), ricevendo il grado di visir, il ruolo di sandjak-bey di Giannina. Nel 1763 fu nominato governatore militare di Vidin e Belgrado. In seguito fu beilerbei di Anatolia, caimacam (1765), beilerbei di Aydın, beilerbei di Rumelia e Capitan pascià dal 1767 al 1769 (per la seconda volta) quando fu nominato Muhassıl di Morea e caimacam a Istanbul (1769-1774). Nel 1774 fu nominato Capitan pascià per la terza volta. Nel 1774, fino al 1776, fu governatore di Chotyn. Nel 1776 governatore di Belgrado fino al 1779, quando fu nuovamente muhasil di Morea, e poi governatore dell'Eubea (Eğriboz), dell'Egitto (1781), di Belgrado, di Candia, di Bender (1784) e di Vidin (1786). Selim III lo liberò da una caduta in disgrazia e lo restituì al grado di visir e lo nominò sandjak-bey di Candia.
Il 4 maggio 1792 fu nominato Gran Visir, nonostante i suoi 73 anni. Il motivo principale per cui è stato nominato a questa posizione è stato il suo eccezionale successo come amministratore pubblico, dovuto al fatto che è stato riconosciuto come una persona pulita, onesta e morale dalla gente durante il suo governatorato durato ben 6 anni, mentre molti Visir erano al fronte durante la guerra russo-ottomana del 1768-1774. Si limitò a sostenere la politica del sultano senza partecipare alla sua elaborazione. Ha governato per due anni e cinque mesi. Fu probabilmente revocato a causa della sua età nell'ottobre 1794. Si ritirò a Istanbul dove morì nel 1802.